# 임펄스항공
임펄스항공은 1992년부터 2004년까지 존재했던 호주 국내선 저비용 항공사였다. 콴타스항공의 새로운 지역 항공사인 콴타스링크(QantasLink)의 기반을 마련하기 위해, 2001년 콴타스항공에 인수되었다. 임펄스 항공은 마스코트 지역 시드니 공항 부지에 본사를 두고 있었다

## 역사

임펄스 항공 마스코트

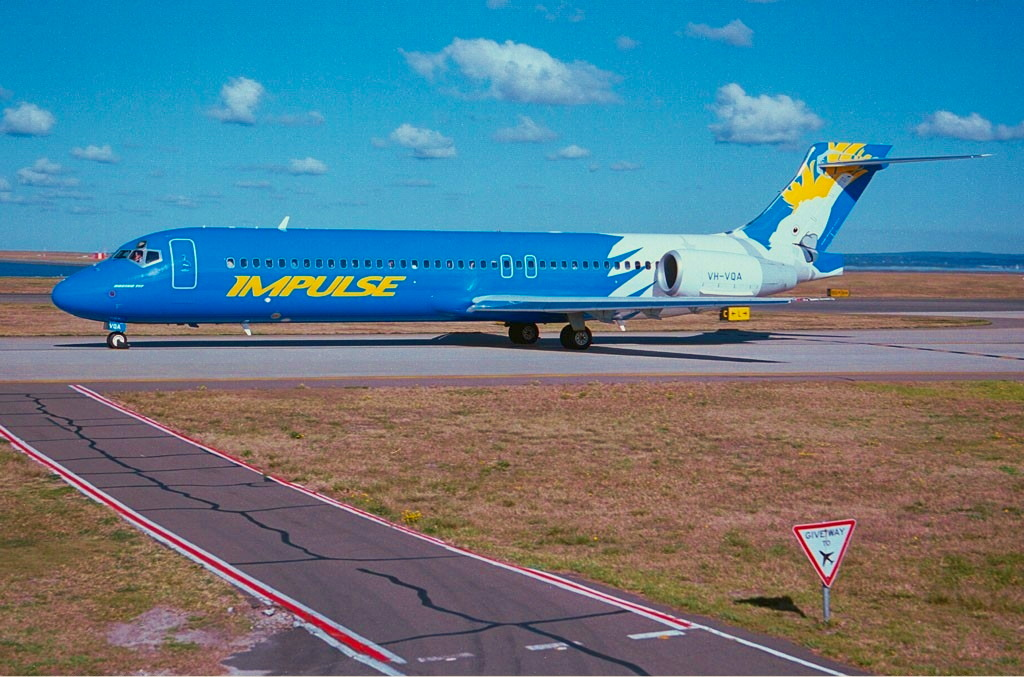
2001년 임펄스 보잉 717

### 설립
임펄스항공은 1992년에 설립되어 1992년 12월 18일 운항을 시작했다. 1974년에 설립된 포트 맥쿼리에 본사를 둔 옥슬리 항공의 임펄스 운송 그룹이 인수한 후, 1994년 3월 국내선 항공 서비스를 시작했다. 임펄스 항공은 뉴캐슬 지역을 기반으로 하였다. McGowan 가족이 2001년 콴타스항공에 임펄스항공을 매각할 때까지, 항공사의 전무 이사는 Gerry McGowan이었다.
항공사는 뉴사우스웨일즈 전역에서 지역 노선을 운항했다. 해당 노선에는 아미데일, 브리즈번, 캔버라, 코프스 하버, 쿠란가타, 쿠마, 캠지, 멜버른, 뉴캐슬, 포트 맥쿼리, 시드니, 탬워스 및 타리 지역이 포함되었다. 임펄스 항공은 Beechcraft 1900 항공기를 운항했다. 안셋 오스트레일리아항공 고객 상용 프로그램과 제휴를 맺었으며, 항공편은 AN 항공편 번호를 지정했다.
1994년 8월, 임펄스항공은 항공기 기체를 도입하여, 호주 최초 BAe Jetstream 41의 운항사가 되었다. 1994년 다섯 대를 도입하고, 1996년 다섯 대를 추가 도입할 계획이었다. 임펄스항공은 뉴캐슬과 멜버른 사이 무착륙 서비스를 시작하기 위해 항공기를 사용했지만, 곧 동일 노선에서 훨씬 더 큰 BAe 146 기체를 활용한 콴타스 항공과의 경쟁에 부딪혔다. 임펄스항공은 운항 서비스를 중단하고 Jetstream 41 기체를 서비스에서 철수해야 했다. 임펄스의 해당 서비스 종료 이후, 콴타스항공이 노선에 대한 관심을 잃은 후, 임펄스 항공은 1997년 2월 Beech 1900s 기체로 결국 재운항을 했다.

### 저비용 항공사
2000년 6월, 임펄스항공은 B717 항공기를 도입하여, 콴타스항공 및 안셋 오스트레일리아 항공과 직접 경쟁하며, 호주의 동부 해상 노선에서 저비용 항공사로 운항을 시작했다. 임펄스항공은 안셋 오스트레일리아 항공과 이전에 맺었던 제휴를 중단했다. 처음 시드니와 멜버른 사이에서 운항하였으며, 이후 브리즈번, 뉴캐슬 및 호바트 지역을 포함하여 빠르게 확장하였다. 2000년 중반 운항을 시작한 버진 블루와 함께 임펄스항공은 호주 항공 산업의 실질적인 구조 개편을 불러 일으켰다. 새로운 저비용 항공 진입사들은 콴타스항공과 안셋 오스트레일리아 항공과 사이의 오랫동안 지속되는 이중 독점에 대한 경쟁을 심화하였으며, 또한 안셋 오스트레일리아 항공의 파산을 야기했다. 임펄스항공사는 항공기 후미에 앵무새를 그리고, 밝은 파란색으로 점차 도색하기 시작했다.
1. ↑  "World Airline Directory." Flight International. 4–10 April 2000. 85. "Eleventh Street, Sydney Kingsford Smith Airport, Mascot, New South Wales. 2020, Australia"